# Мијацина
Мијацина (итал. Miazzina) је насеље у Италији у округу Вербано-Кузио-Осола, региону Пијемонт.
Према процени из 2011. у насељу је живело 369 становника. Насеље се налази на надморској висини од 722 м.

## Становништво
Према резултатима пописа становништва 2011. у општини је живело 414 становника.
| 1936. | 1951. | 1961. | 1971. | 1981. | 1991. | 2001. | 2011. |
| ----- | ----- | ----- | ----- | ----- | ----- | ----- | ----- |
| 417   | 404   | 406   | 399   | 400   | 370   | 391   | 414   |